# Великий Новгород
Вели́кий Но́вгород (до 1999 року офіційна назва — Но́вгород) — місто в Росії на березі річки Волхов, за 6 км від озера Ільмень, адміністративний центр Новгородської області. У місті мешкає 220,2 тис. осіб. Найдослідженіший археологами центр часів Русі.

## Історія
- 859 — вважається роком першої згадки Новгорода в руських літописах.[3][4] Але дані археологічних досліджень засвідчили, що «міста у ІХ ст. ще не було»[5][6].
- 1044 — поява дитинця[2].
- Центр Новгородської землі.
- 1134 — перша згадка про місцевість «Холм» (Хълмъ) у Новгороді[7]
- 1136 року Новгород став столицею Новгородської Республіки, яку 1478 року анексувало Московське князівство.
- 1570 року велику кількість жителів міста вбили опричники Івана «Грозного».
- У 1611—1617 роках Новгород окупували шведи.
- У 1776—1796 роках - центр Новгородського намісництва Російської імперії.
- Під час німецько-радянської війни місто зазнало суттєвих руйнувань.

### Письмові джерела історії
Офіційною датою виникнення Новгорода прийнято умовно вважати 859 рік, виходячи зі згадки міста в Никонівському літописі (компіляція XVI століття). При цьому в самому літописі не сказано про заснування міста саме цього року, але під літом 6367 (859 рік) міститься запис про смерть новгородського старійшини Гостомисла. Автором офіційної дати заснування міста став історик М. Е. Тихомиров, який виступив з доповіддю на науковій конференції в Новгороді напередодні 1959 року, що дало підстави відзначити того року 1100-річчя Новгорода.
В арабських джерелах X століття згадується пункт Ас-Славія (Слава, Салау) як один з трьох центрів русі (русинів) разом з Куябою (Києвом) і Артанією (Артою, ідентифікація неясна, Леонтій Войтович припускає, що теперішній присілок Смоленська Гньоздово найбільше відповідає локалізації Арти). Вважають, що мова йде про попередника Новгорода — «старе місто» ільменських словен.
За припущеннями деяких істориків, найраніша іноземна згадка Новгорода як про Nεμογαρδάς (у перекладі Німогард, Немогард або Неб(в)огард) міститься у творі 949 року візантійського імператора Костянтина Багрянородного «Про управління імперією».
Раніше частина дослідників вважала, що у скандинавських сагах місто називається Гольмґардом (або Холм-Городом, Holmgard, ісл. Holmgarður) столицею Гардариків. Частина істориків ототожнила з «першим Новгородом» Рюрикове Городище або Ладогу. Молодий Б. Греков, досліджуючи волость Жабка, висловив припущення, що Новгород міг мати кілька «кінців» і погост, які склали одну велику волость. Зі зменшенням шансів віднайти укріплене Новгородське поселення, раніше ХІ століття, почали складати версію про Холм-Город на Славенському кінці, який скандинави як предтечу Новгорода називали Гольмґардом.
В німецьких джерелах називається Острогардом.
У Новгороді відбуваються також основні дії епічного літературного твору XVII століття «Сказание о Словене и Русе и городе Словенске» і билини про Садка.
Руські літописи подають різні версії виникнення міста. За «Повістю времених літ» (Лаврентієвський список), місто існувало ще до моменту приходу Рюрика в 862 році і було засноване ільменськими словенами в процесі їхнього розселення після міграції з Дунаю. Згідно з Іпатіївським літописом: «Словене же седоша около езера Илмера и прозвашася своимъ именемъ и сделаша городъ и нарекоша и Новъгородъ». Рюрик, за Іпатієвським списком, спочатку княжив у Ладозі і лише після смерті братів «пришед къ Ильмєрю и сруби городе надъ Волховом и прозваша и Новъгород» (спостерігається деяка невідповідність з повідомленням того ж літопису про заснування міста словенами). На думку Бориса Рибакова, певні епізоди «Повісті временних літ» з ініціативи князя Мстислава-Гаральда Володимировича, який тривалий час правив у Новгороді на Волхові, відредагували (сфальсифікували) легендою про Рюрика для висунення на провідну роль Новгорода в становленні Руської держави.

Новгородський I літопис молодшого ізводу згадує новгородців у недатовані часи легендарного Кия.
| Въ времена же Кыева и Щека и Хорива новгородстии людие, рекомии Словени, и Кривици и Меря : Словенѣ свою волость[13] имѣли, а Кривици свою, а Мере свою; кождо своимъ родомъ владяше[14]. |

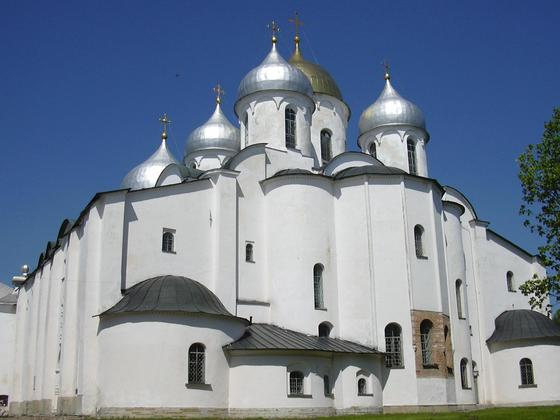
Софійський собор. Побудований в 1045 році

За тим же Новгородським першим літописом молодшого ізводу «город» був закладеним Володимиром Ярославичем 1044 року.
Дослідження, проведені російськими науковцями під проводом керівника Новгородської експедиції академіка РАН В. Л. Яніна та відомого лінгвіста А. А. Залізняка, припускають, що мова берестяних грамот ближча до стародавньої польської (лехітської) мови та відрізняється від південно-руської мови Київської Русі. Можливо, що джерелом заселення Новгородських земель стала слов'янська південна Балтика.

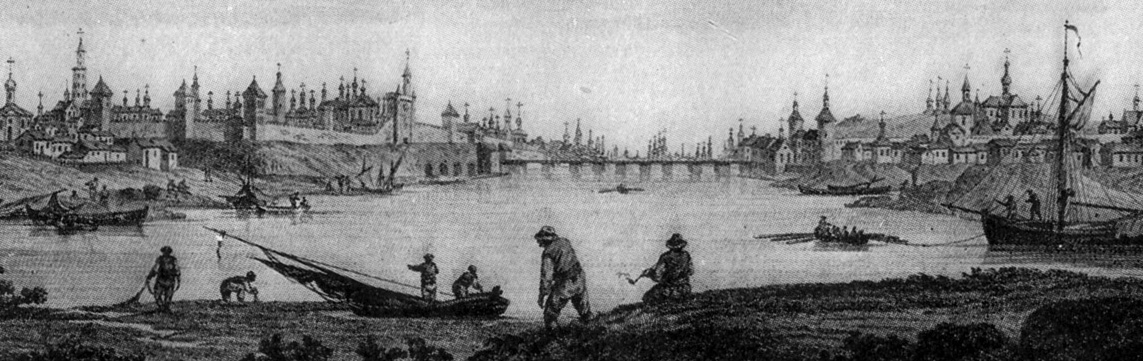
Новгород. 1898

Всі події, зафіксовані в літописах про Новгород до 1044 року, мають стосунок до іншого міста. Скандинавські джерела, зокрема, саґи, до XIII ст. не знають Новгорода. Князів Володимира Святославича та Ярослава Мудрого вони називають «конунгами Гольмґарда».

### Археологічні дослідження
Археологічні дослідження розкрили невідповідність між картиною, створеною істориками на підставі письмових джерел, і станом археологічних матеріалів по самому ранньому періоду в історії Новгорода.
Новгород, що виник серед боліт на вологому ґрунті, характеризує феноменальний ступінь збереження своїх старожитностей, а завдяки особливостям забудови має надзвичайно чітку стратиграфію культурного шару. Археологічні дослідження з кінця XIX ст. (систематичні з 1932 року), що проведені на більш ніж 50 ділянках та площі понад 30000 м², розташованих як у центрі, так і на периферії Новгорода (в межах його валів), виявили тільки на двох із них (Неревському і Троїцькому розкопах) шари, що датуються серединою X ст.. Це засвідчило існування в межах майбутнього Новгорода у Х ст. декількох окремих невеликих поселень, розділених пустопорожніми просторами. На іншій території, частина якої розташована навіть у центральних районах, життя почалося в XI, XII, а часом і в XIV століття.. Припускають, що найдавніші поселення, на основі яких формувався город, називалися Славно або Холм-город, Людин і Наревський. Об'єднання цієї рихлої доміської структури в «город» відбулося поступово на рубежі Х—XI ст. навколо загальноміського храму і єпископського двору в міру княжої централізації та християнізації з Києва, що вказує на те, що Русь не починалася з так званого «Великого Новгорода». Будівництво Дитинця (кремля) і кам'яного Софійського собору в середині XI ст. завершило цей процес.
Найдавнішу з новгородських будівель, досліджену археологами, датують 953 роком. Найдавніші з досліджених дерев'яних мостових на території сучасного Новгорода, які прокладали для зручності пересування по заболоченій території, також датують X століттям (за методикою дендрохронології): найранішнє мощення в Наревському поселені датоване 953 роком, у поселені Славно (Холм-городі) — 974 роком. У 989 році зведена перша дерев'яна церква Софії. Датування будівництва дубового Новгородського дитинцю за комплексом археологічних матеріалів може бути визначено першими десятиліттями ХІІ ст.
Для дослідження історії середньовічного Новгорода корисні дані про Рюрикове городище (в межах міста з 1999 року) за 2 км на південь від історичної частини Новгорода, де вдалося достовірно встановити наявність поселення з другої половини IX століття. Взамін концепції про Ладогу, як попередницю Новгорода, на початку ХХІ ст. російськими вченими висунута гіпотеза про взаємозв'язок Городища і Новгорода як «міста старого» і «міста нового».
У той же час археологічні дослідження засвідчили, що Городище різко відрізнялося від раннього Новгорода соціально-економічним ладом і етнічним складом населення. На відміну від Новгорода, де в культурі городян не вловлюється вплив скандинавів, Городище було одним із скандинавських центрів дальньої торгівлі, пов'язаним з транзитними військово-торговельними комунікаціями Східної Європи — Волзьким торговим шляхом. При цьому, якщо в структурі археологічних комплексів інших центрів «східної торгівлі» присутні практично всі види археологічних пам'яток — в схожому Тимерівському комплексі (під Ярославлем): селище, п'ятсот документованих курганних могильників з різними варіантами ритуалу, клади арабських монет ІХ ст., — то Городище біля Новгорода включає лише поселення з оборонно-гідротехнічним укріпленням (після зведення, у кінці ІХ ст. було розмите паводками і більше не поновлювалося), а також клади монет. Поховальні древності в структурі комплексу Рюрикового Городища відсутні. Приналежність Городища до скандинавського світу епохи вікінгів свідчать ритуали, пов'язані з масовими жертвоприношеннями коней, черепи яких «прикрашали» оборонні споруди.

## Географія

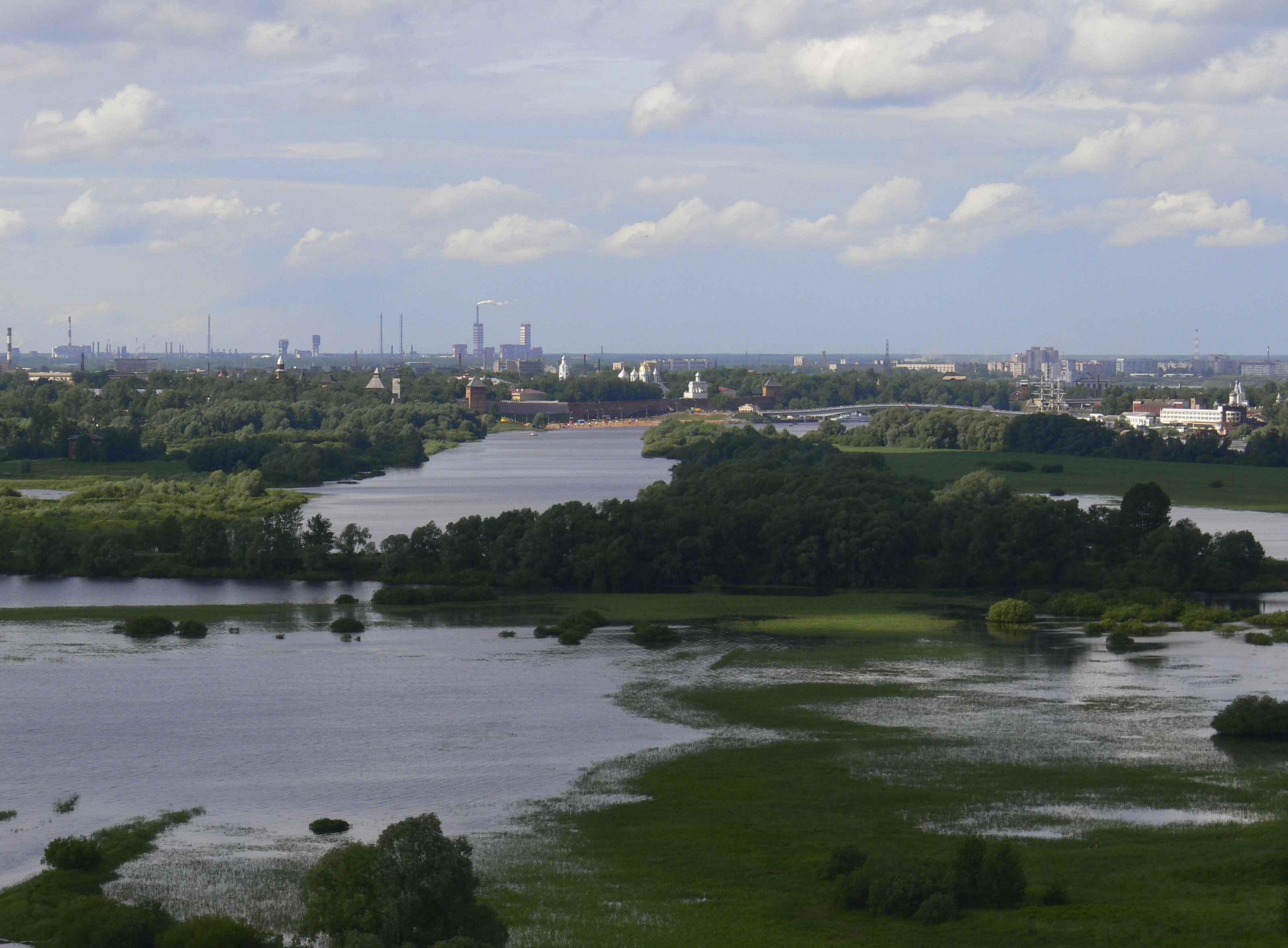
Новгород з дзвіниці Юр'єва монастиря

Великий Новгород розташований в межах Приільменської низовини, на річці Волхов, за 6 км від озера Ільмень. Низовина надзвичайно рівнинна і заболочена з численними озерами та річками. В озеро Ільмень впадає близько 50 річок. Волхов — єдина річка, яка витікає з Ільменю і впадає в Ладозьке озеро. В період весняної повені, коли рівень води озера Ільмень може підвищуватися на 7 м, а його площа збільшуватися втричі, річка Волхов широко розливається і затоплює прибережні низовинні території. Клімат в межах Великого Новгорода помірно-континентальний, з холодною сніжною зимою і помірно теплим літом. Весна настає приблизно в першій декаді квітня. Середня температура найтеплішого місяця липня становить +17,5 °C. Середньорічна температура повітря +4,3 °C, середня норма опадів 550 мм. У Великому Новгороді та його околицях поширені малородючі дерново-підзолисті ґрунти, для яких характерні підвищена кислотність і невеликий вміст гумусу, а також підзолисто-болотні та болотні ґрунти.

## Економіка
Головні системоутворюючі підприємства обласного центру:
- ЗАТ «ДС Контролз» — виготовлення кранів та інших запорних виробів;
- АТ «Энергомаш» — виготовлення гідравлічного та пневматичного обладнання.
- Будівництво — ЗАТ «Проектстрой», ТОВ «Трест-2», ЗАТ «СУ-5», ТОВ «Деловой партнёр»;
- ТОВ «НБИ Транспорт-Сервис» — автотранспортне підприємство;
- АТ «Научно-производственное объединение „Квант“ — виготовлення радіолокаційного, радіонавігаційного та іншого радіообладнання;
- ТОВ „Волховец“ — виготовлення дерев'яних будівельних конструкцій та столярних виробів;
- АТ НПП „Старт“ — виготовлення телерадіоапаратури і телевізійних камер;
- АТ „ОКБ-Планета“ — виготовлення діодів, транзисторів та інших напівпроводників;
- Спеціалізоване КБ з релейної техніки — виробництво реле для електроапаратури;
- АТ „Трансвит“ — виготовлення електроламп і освітлювального обладнання;
- Науково-дослідна і технічно-винахідницька діяльність — АТ „Элси“, АТ ОКТБ „Омега“, НДІ промислового телебачення „РАСТР“, НПК „Системы прецизионного приборостроения“ (філія);
- АТ „ГАРО-Трейд“ — виготовлення приладів, датчиків, вимірювальної апаратури;
- ПАТ „Акрон“ — хімічний комбінат, виготовлення мінеральних добрив та іншої продукції хімічного виробництва;
- ПАТ „Контур“ — виготовлення машин і обладнання;
- ТОВ „Амкор Спешиелти Картонз Новгород“ — целюлозо-паперове виробництво, поліграфічна діяльність;
- Невський трансформаторний завод „Волхов“ — виготовлення електротехнічного обладнання;
- ТОВ „КСМ“ — виготовлення мінеральної продукції;
- АТ „НПО Стеклопластик“» — виготовлення виробів зі скловолокна;
- Новгородський металургійний завод;
- ТОВ "ЭП «Меркурий» — металургійне і переробне виробництво метизів;
- Комбінат з ремонту і монтажу обладнання;
- Виготовлення транспортних засобів, причепів і напівпричепів, обладнання до них — ТОВ «Бердекс», ЗАТ «Новтрак», ТОВ «Гут-Трейлер»;
- ТОВ «Авторемонтный завод Великий Новгород» — авторемонтне підприємство;
- ТОВ «Радиотехнические системы» — виготовлення санітарно-гігієнічних виробів;
- ЗАТ «Экспериментальный химический завод» — вугільні напівфабрикати для фармацевтичної галузі;
- Оператори полігонів побутових відходів — ТОВ «Экосити», ТОВ «Экосервис»;
- ТОВ «Механикз» — виготовлення медичних масок;
- ТОВ «Банкомат» — виготовлення обладнання для банківських і платіжних терміналів;
- Пошив одягу — ТОВ «Вэа технолоджи», ТОВ «Легпроммода»;
- ТОВ «Галичи» — гуртова торгівля будівельними матеріалами і скобяними товарами;
- ТОВ «ПКФ-Галичи» — виготовлення пластмасових виробів;
- ТОВ «Магманит» — виготовлення мінеральних виробів;
- АТ «Корпорация Сплав» — гуртова торгівля машинами та обладнанням для машинобудівної галузі;
- Новгородський завод скловолокна;
- ТОВ «Комплексные альтернативные технологии» — виготовлення електричного обладнання;
- Поліграфічне виробництво — ТОВ «Амкор Флексиблз Новгород», ТОВ «ТПК „Печатный двор“», ТОВ «Сауерессиг» — поліграфічне виробництво.

## Освіта
- Новгородський державний університет ім. Ярослава Мудрого.
- Північний філіал Російського Державного Університету Інноваційних Технологій та Підприємництва.
- Новгородський філіал Санкт-Петербурзького Університету МВС Росії.
- Новгородський філіал Російського державного гуманітарного університету.
- Новгородський філіал Санкт-Петербурзького державного університету економіки та фінансів.
- Новгородський філіал Сучасної гуманітарної академії.

## Театри
- Новгородський академічний театр драми імені Ф.М. Достоєвського
- Новгородський міський театр для дітей та молоді «Малый»

## Архітектурні пам'ятки міста і околиць
У Великому Новгороді збереглися великі комплекси пам'яток древньоруської архітектури XI—XVII ст.
- Ансамбль Новгородського кремля — історичний центр міста (сучасні стіни збудовані наприкінці XV століття). Кремль-«дитинець» слугував адміністративним центром та резиденцією архієпископа у часи самостійності міста. Його стіни зведені із червоної цегли. Із 12 веж до нашого часу збережені 9 — Златоустівська, Покровська, Спаська, Княжа, Кокуй, Палацева, Володимирська, Федорівська та Митрополича. Всередині кремля знаходяться:
  - шестиверхий собор святої Софії (1045–1052) — найдавніша давньоруська споруда на теренах Росії;
  - стовповидна дзвіниця-«часозвоня» (XV–XVII ст.) із надбрамною церквою Сергія Радонезького (XV ст.)
  - дзвіниця Софійського собору — триповерхова, із п'ятипролітним ярусом дзвону. XV–XVII ст.
  - палати архієпископів (XVII–XIX ст.) із готичною Грановитою палатою
  - Микитинський корпус
  - Митрополичі покої
  - Присутствені місця
  - Покровська церква (1693 р., на місці храму XIV ст.; в стилі наришкінського бароко)
  - Церква Андрія Стратилата, XVII–XVIII ст. (на місці Борисоглібської церкви XII ст.)
  - Відомий бронзовий пам'ятник Тисячоліттю Росії, встановлений в 1862 році за проектом скульптора М. О. Мікешина — один із символів міста.
- Ярославове дворище — архітектурний комплекс на протилежному березі Волхова, навпроти кремля. Це колишнє місце резиденції служилих князів у часи новгородської самостійності. Тут із давнини знаходився міський ринок — торг. До нашого часу дійшли:
  - Миколо-Дворищенський собор (1113–1136 рр.) із шатровою дзвіницею (XVII ст.)
  - Церква Жінок-Мироносиць — 1510 р.
  - Церква Прокопія — 1529 р.
  - Церква Параскеви П'ятниці на Торгу — 1207 рік, на місці старішого храму 1345 року.
  - Церква Успіння на Торгу — 1458 рік, на місці старішого храму 1135 року.
  - Церква Георгія на Торгу — 1356 рік, верхи перебудовані в стилі наришкінського бароко в 1750–1754 рр.
  - Церква Іоанна на Опоках — 1453 року, на залишках храму 1127–1130 років, відновлена після війни.
  - Надбрамна шатрова вежа колишнього купецького двору — 1686 рік.
  - Залишки гостиного двору, знищеного під час війни
  - Колишній палац Катерини II — 1771 рік, класицизм.
- На софійській стороні міста розташовані наступні пам'ятки:
  - Зверин Покровський монастир (відомий із середини XII ст.) із церквами Покрови (1399, перебудована в XVII ст., прибудований новий собор у XIX ст.) та Симеона Стовпника (1467, фресковий ансамбль, зроблений одночасно із храмом)
  - Церква Миколи Білого колишнього Миколо-Більського монастиря (відомий з 1135 р.) — 1310–1313 рр., верхня частина зведена знову у XVII ст.
  - Церква Петра і Павла в Кожевніках — 1406 рік.
  - Свято-Духів монастир (заснований у 1162 р. році) із церквою Трійці з 1553 року.
  - Церква Федора Стратилата на Щіркові вулиці — 1292–1294 рр., верхи зведені в 1682 р.
  - Залишки Десятинного монастиря. Заснований в 1327 р., неодноразово перебудовувався. Серйозно постраждав під час Другої світової війни.
  - Церква Дванадцяти Апостолів на Пропастєх — 1455 р.
  - Церква Трійці у Ямський Слободі — 1734 рр., на місці храму XIV ст.
  - Церква Власія на Волосовій Вулиці — 1407 р., верхня частина — післявоєнна реконструкція.
  - Церква Петра і Павла на Сильнищі (на Синичій горі) колишнього Петропавлівського монастиря — 1185–1192 рр.
  - Біла (Олексіївська) вежа — єдиний залишок зовнішніх міських укріплень. XIV–XVI ст.
  - Церква Благовіщення в Аркажах (на М'ячині) — 1179 р. Верхні частини зведені у 1682–1684 рр. Фрески XII ст.
  - Церква Иоанна Милостивого колишнього Воскресенського монастиря на М'ячині (1422 р., перебудована в XVII ст.)
  - Церква Переконання Апостола Фоми на М'ячині (Уверения Фомы, 1463 р., на місці храму XII ст. Баня втрачена під час війни.)
- На історичній торговій стороні міста розташовані:
  - Церква Івана Богослова в Радоковицях (на Віткє) — 1383–1384 рр.
  - Церква Різдва Христового на Кладовищі (на Червоному Полі) — 1381–1382 рр., є фресковий ансамбль, створений одночасно із храмом.
  - Церква Бориса та Гліба в Плотниках — п'ятибанний храм 1536 р.
  - Церква Микити Мученика — 1557 р., верхи зведені в XVIII–XIX ст.
  - Церква Різдва Богородиці на Михалиці (XIV–XVII ст., відновлена після війни)
  - Церква Михаїла Малеїна на Михалиці — 1557 р., реконструйована після війни.
  - Церква Федора Стратилата на Ручею — 1360–1361 рр., шатрова дзвіниця XVII ст. Фрески XIV ст.
  - Ансамбль церков Благовіщення та Михайла Архангела на Витковому провулці (XIV–XIX ст., з'єднані галереєю із дзвіницею)
  - Церква Дмитра Солунського на Славкові вулиці (1462 р., дзвіниця XVII ст.)
  - Церква Климента Папи Римського на Іворовій вулиці (1519–1520 рр., відновлена після війни)
  - Знаменський собор — 1682–1688 рр., на місці храму 1355 р. Великий п'ятибанний собор із крильцями та шатровою дзвіницею. З цього храму походить відома чудотворна ікона «Знаміння».
  - Церква Пилипа та Миколи Чудотворця на Нутній вулиці (1527–1528 рр., шатрова дзвіниця XVII ст. — подвійна церква; її храмова половина Миколи Чудотворця — новітня реконструкція).
  - Церква Іллі на Славні (1455 р., на місці храму 1202 р., нині немає бані, слугує житлом)
  - Церква Петра і Павла на Славні (1367 р., верхні частини і баня — реконструкція)
  - Спасо-Преображенська церква на Іллінє вулиці (1374 р., фрески роботи Феофана Грека, 1378 р.)
  - Антонієвський монастир (відомий з 1119 р., споруди XII–XIX ст.) із собором Антонія Римлянина (1119–1125 рр.) та Срітенською церквою (1533–1535 рр.)
- За межами історичної черти міста розташовані:
  - Юрьєв. Юр'єв монастир (відомий з 1030 р., пам'ятки XII–XIX ст.) із собором Георгія Переможця (1119–1130 рр.)
  - Юрьєв. Церква Різдва на Перині (початок XIII ст.)
  - Юрьєв. Музей дерев'яної архітектури Вітославлиці. Сюди звезені врятовані дерев'яні пам'ятки світської і сакральної архітектури XVI–XVIII ст. Новгородської області
  - Волотово. Церква Успіння на Волотовому Полі (1352 р., відбудована після війни 1941—1945 рр., частина фресок відновлена)
  - Ковальово. Церква Спаса на Ковальові (1345 р., відбудована після війни)
  - Городище. Залишки церкви Благовіщення на Городищі (заснована в 1103 р., перебудована в 1342 р., зруйнована під час війни)
  - Спас-Нередиці. Церква Спаса на Нередиці (1192 р., реконструйована після війни)
  - Вуст'є Мсти. Церква Миколи на Липні (1292 р., реконструйована після війни)
  - Сєльцо. Клопський монастир. Відомий з 1408 р. Трибанний Троїцький собор — 1562 р.
  - Хутинь. Комплекс Хутинського монастиря (заснований в 1192 р., пам'ятки XVI–XIX ст.) із Спасо-Преображенським собором (1508–1515 рр.)
  - Сирково. Руїни Сиркова монастиря — Срітенського собору та володимирської церкви (XVI–XVIII ст.)
  - Вяжищі. Комплекс Миколо-Вяжищського монастиря (відомий з 1411 р.) Споруди у наришкінському стилі — Микольський собор (1681–1683 рр.) і комплекс церков Іоанна Богослава та Вознесіння (1694–1698 рр.) — рясно прикрашені ізразцями.
  - Деревянниці. Деревянницький монастир. Відомий з 1335 р. Збереглись величний Воскресенський собор (1695–1700 рр.) та церква Успіння із дзвіницею (1725 р.).
  - Захарьїно. Троїцька церква. 1699 р., руїни.

З 1999 року рішенням Новгородської обласної Думи (Постанова № 261-ОД) в міську межу міста включено знамените Рюрикове городище.

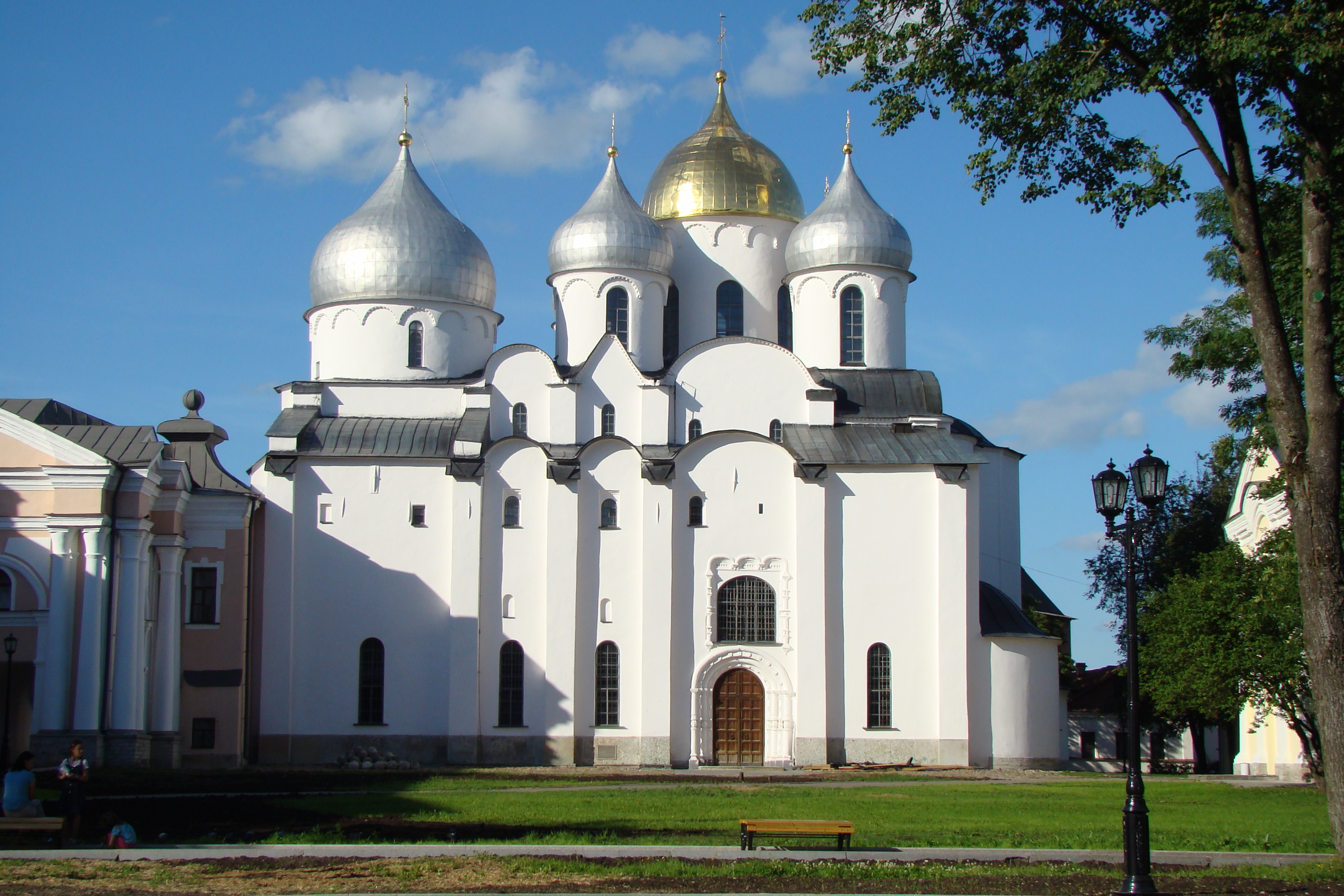
Софійський собор (Новгород)
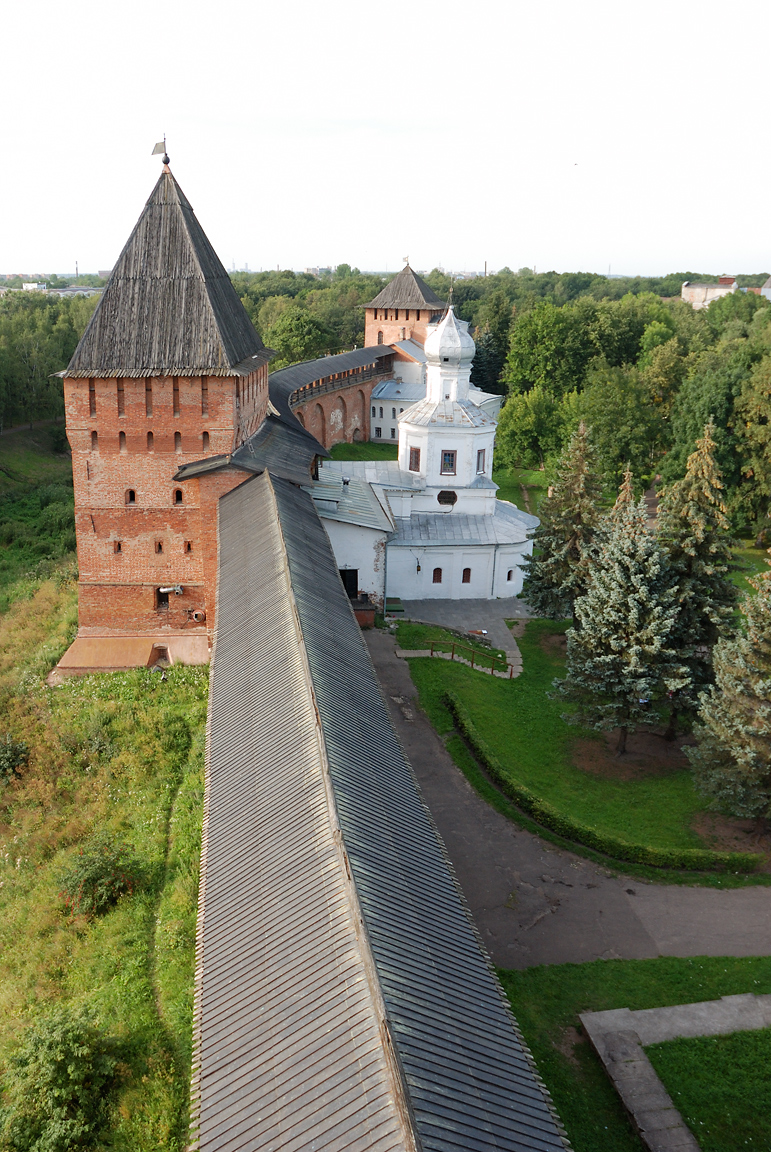
Покровська вежа дитинця та Покровська церква (кінець XVII ст.)
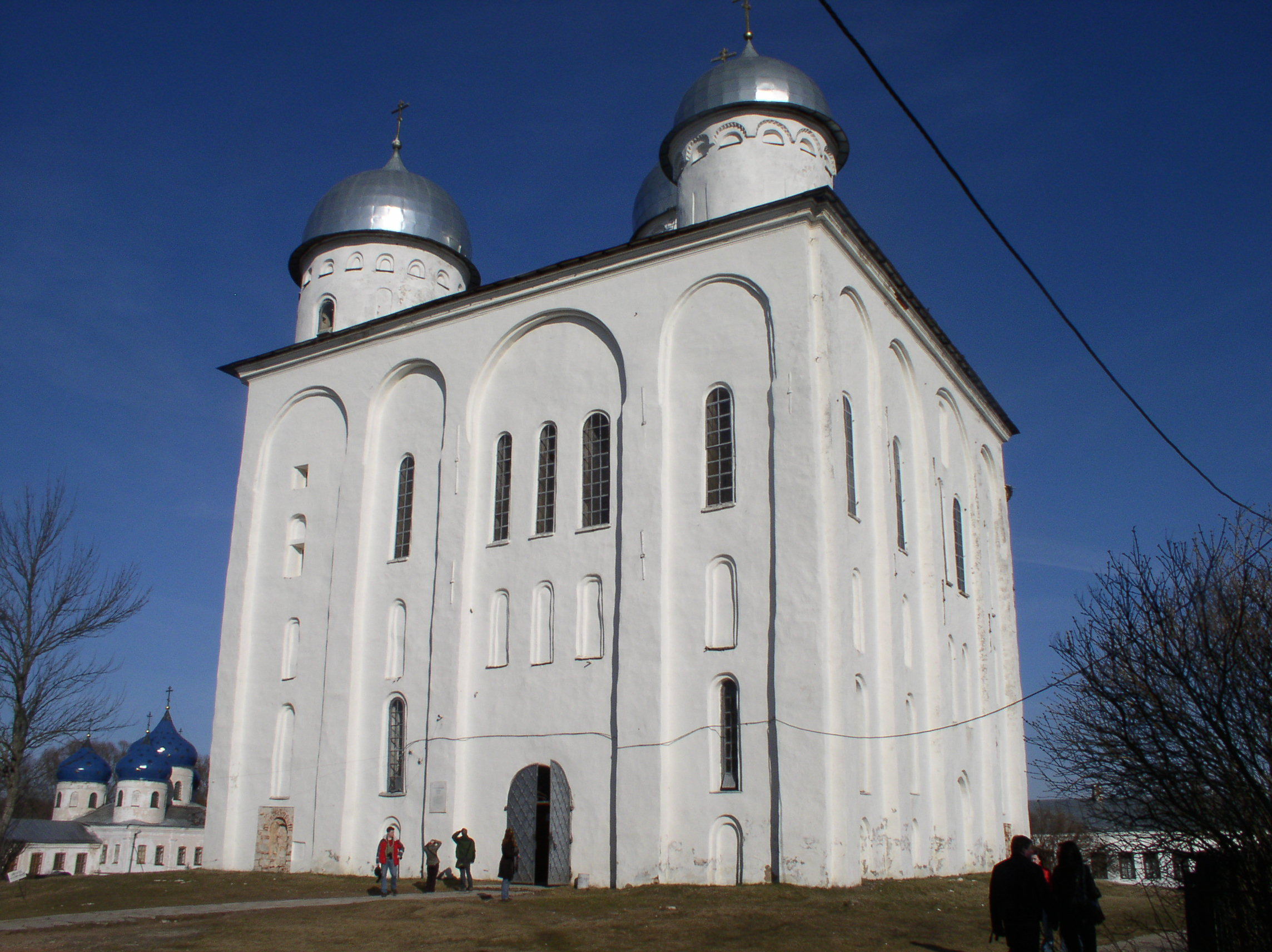
Георгіївський собор Юр'євого монастиря
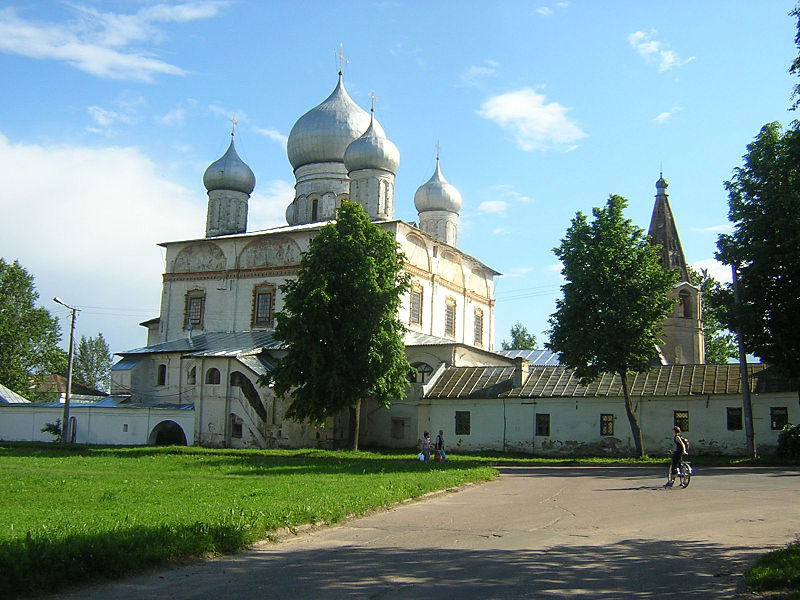
Знаменський собор і дзвіниця
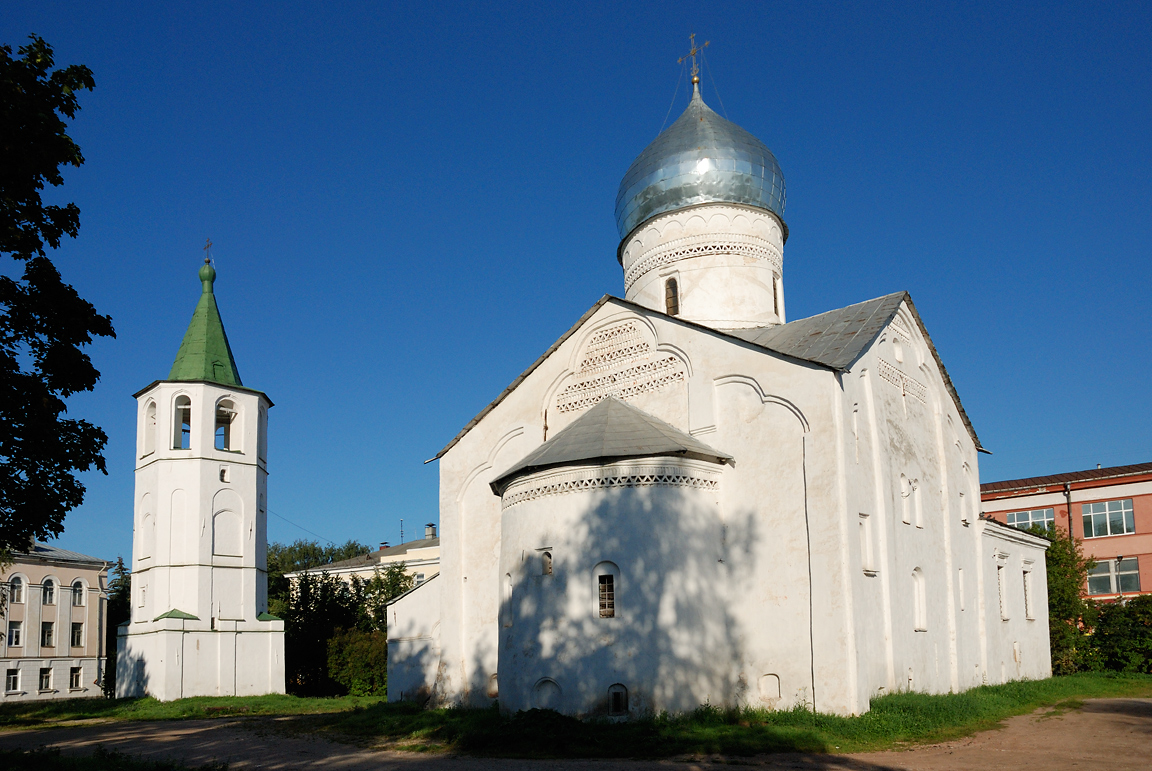
Церква Дмитра Солунського (XV ст.)
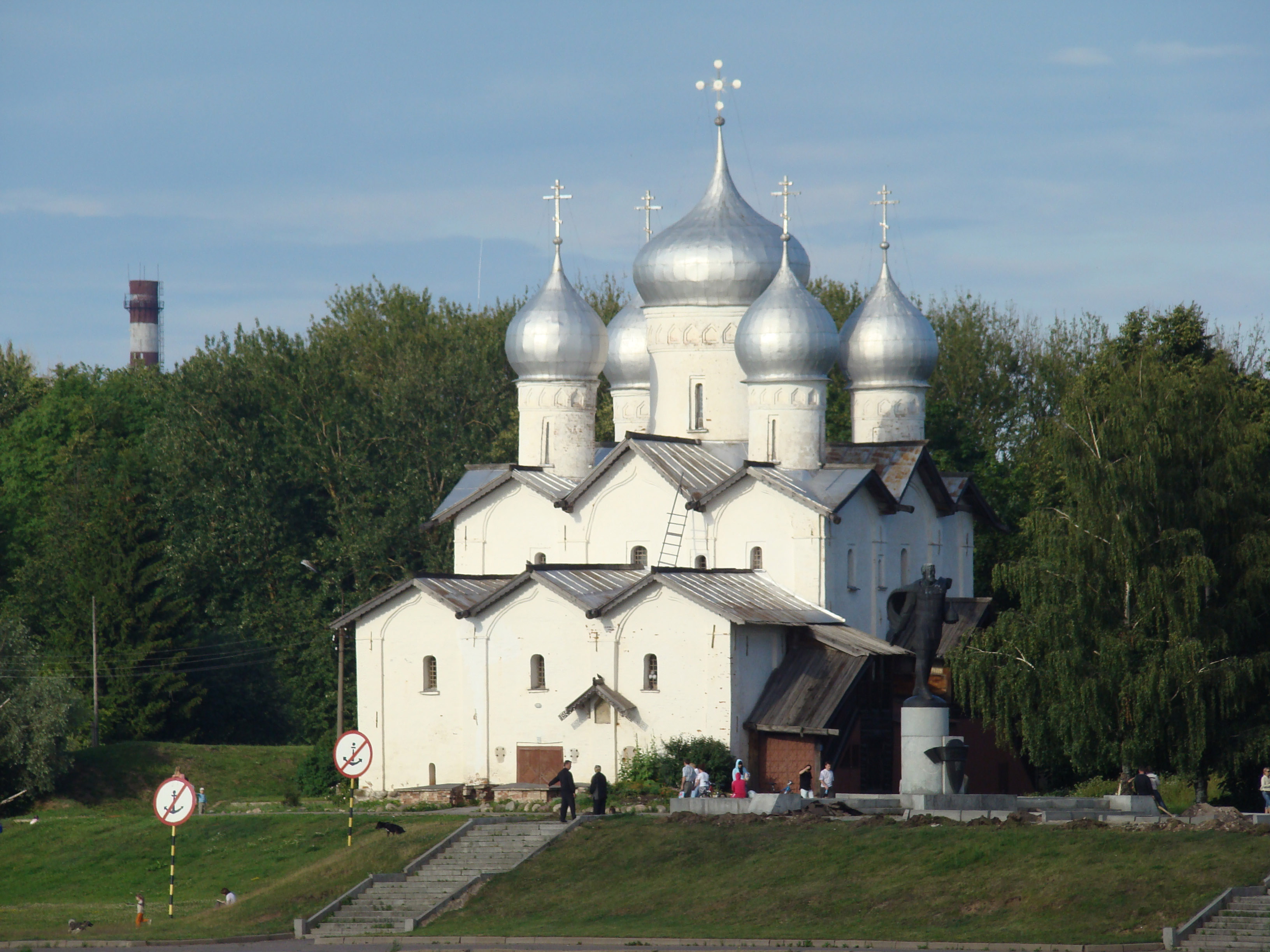
Церква Бориса і Гліба в Плотниках
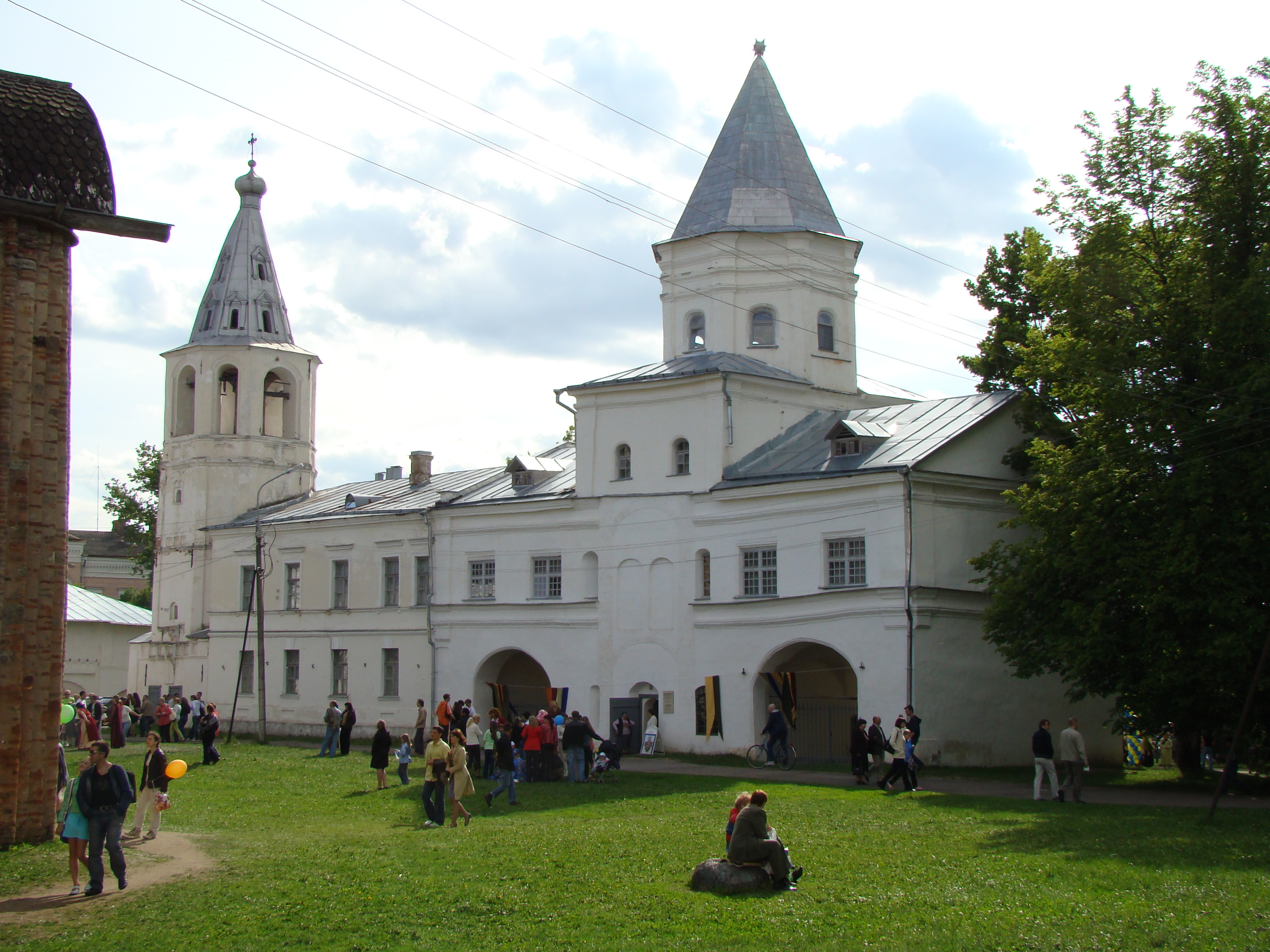
Надбрамна вежа купецького двору та дзвіниця Миколо-Дворищенського собору. XVII ст.
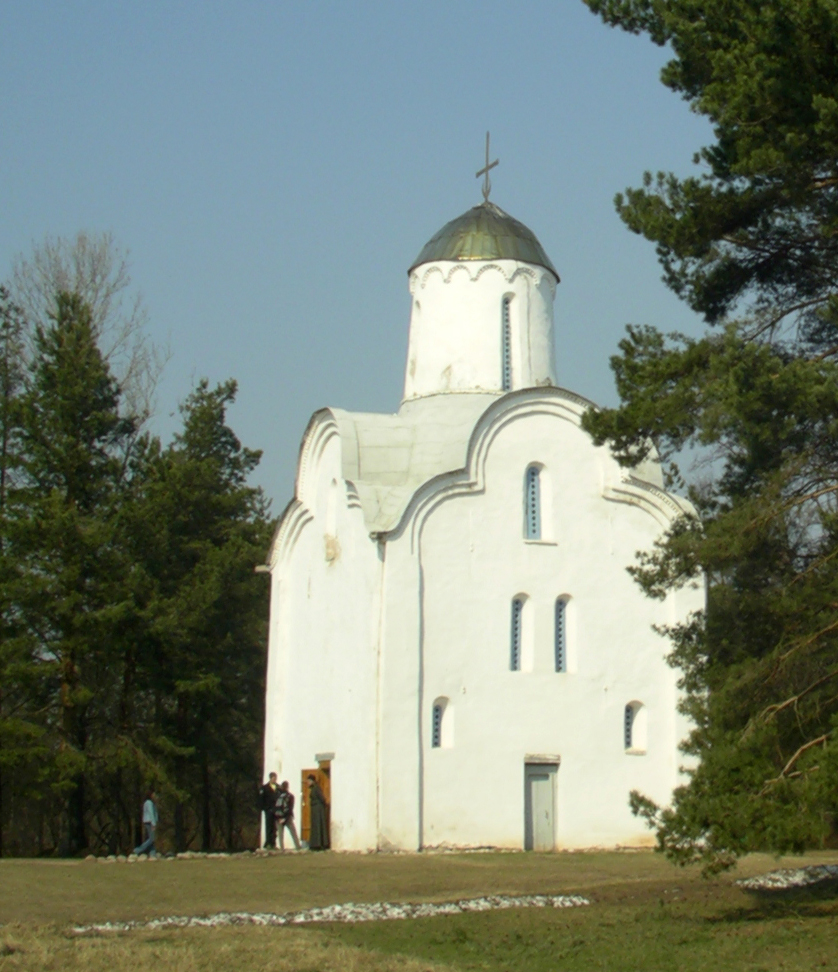
Церква Різдва на Перині
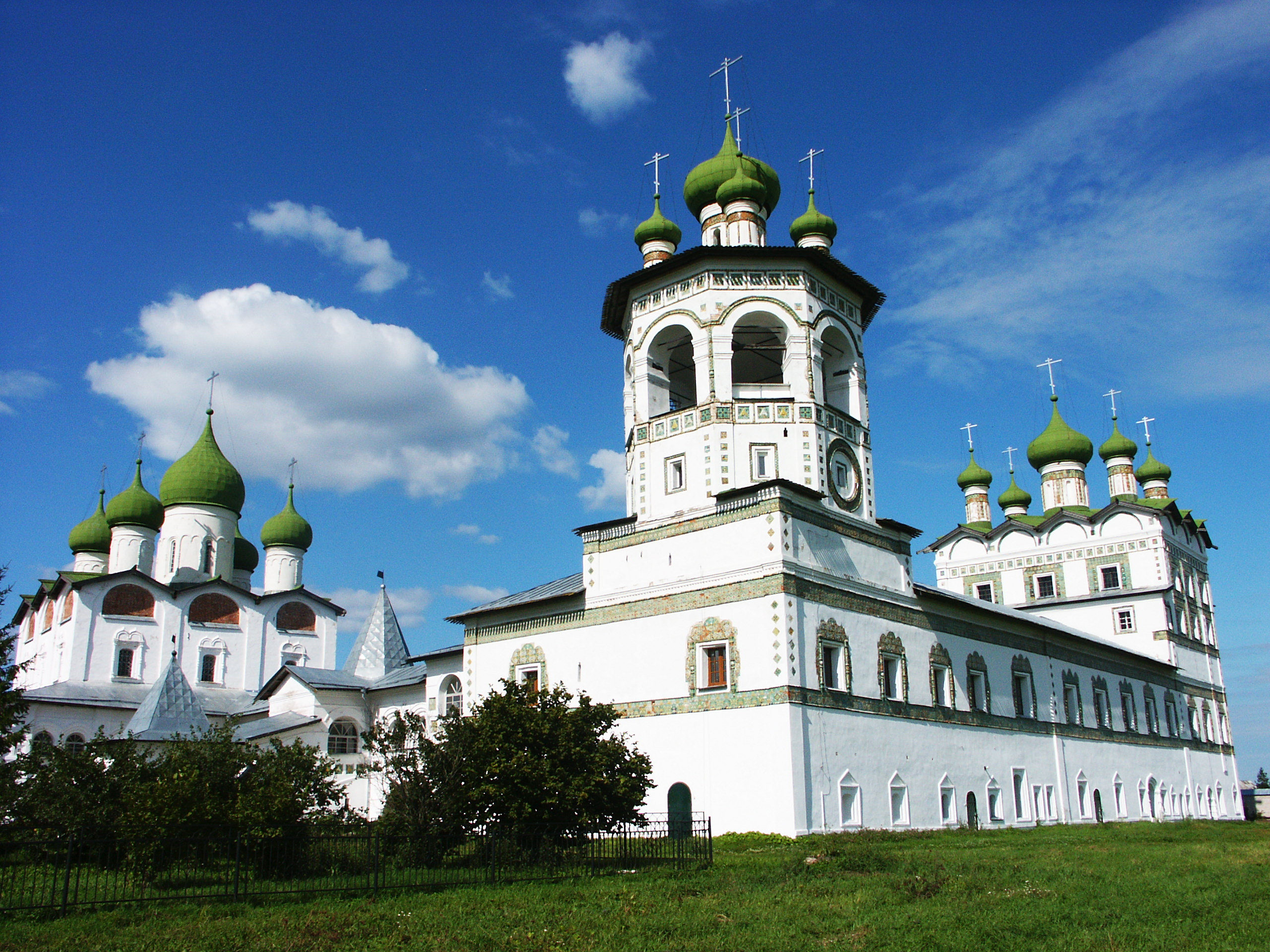
Ансамбль Миколо-Вяжищського монастиря
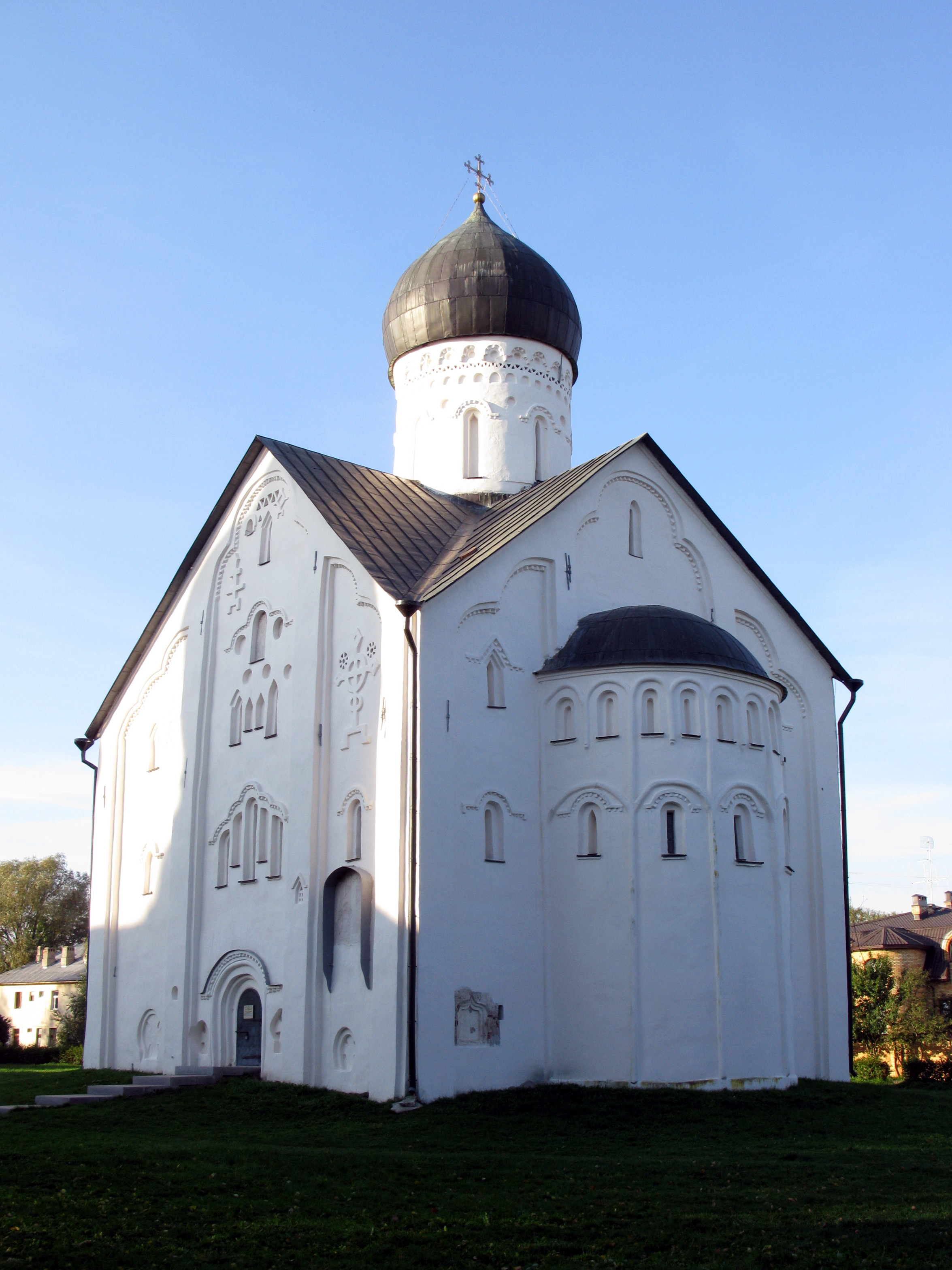
Спас на Іллінє вулиці
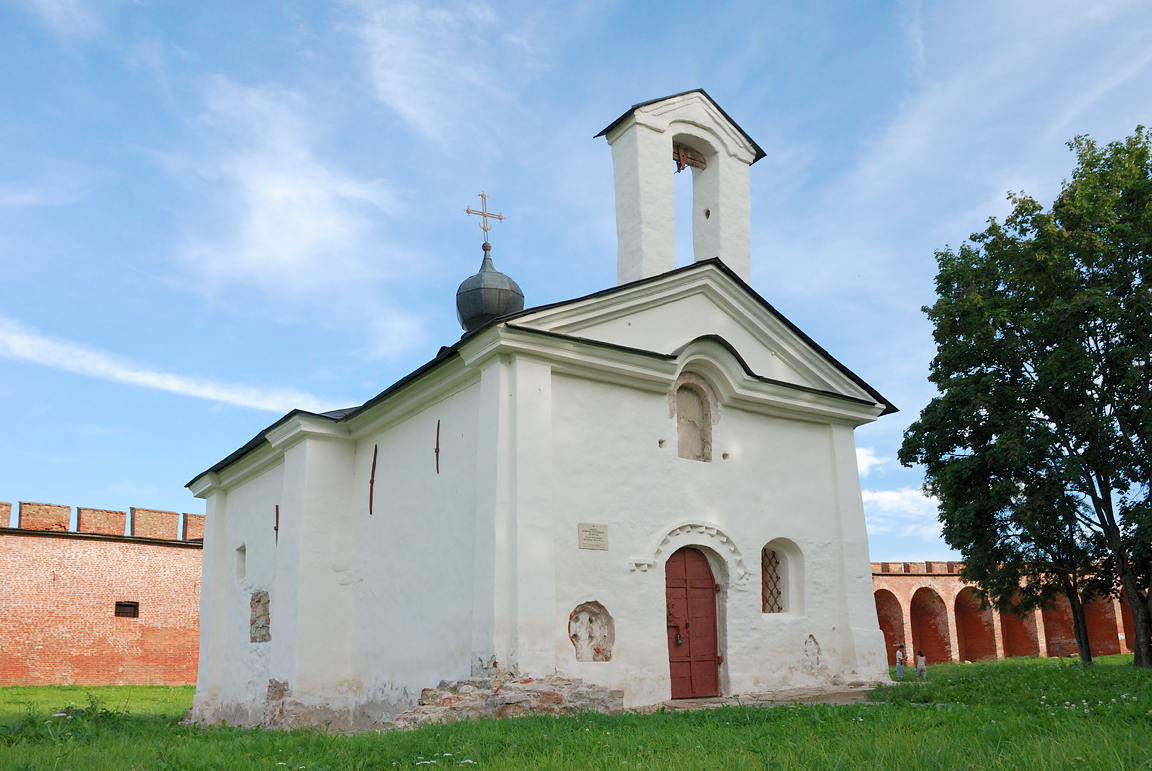
Церква Андрія Стратилата
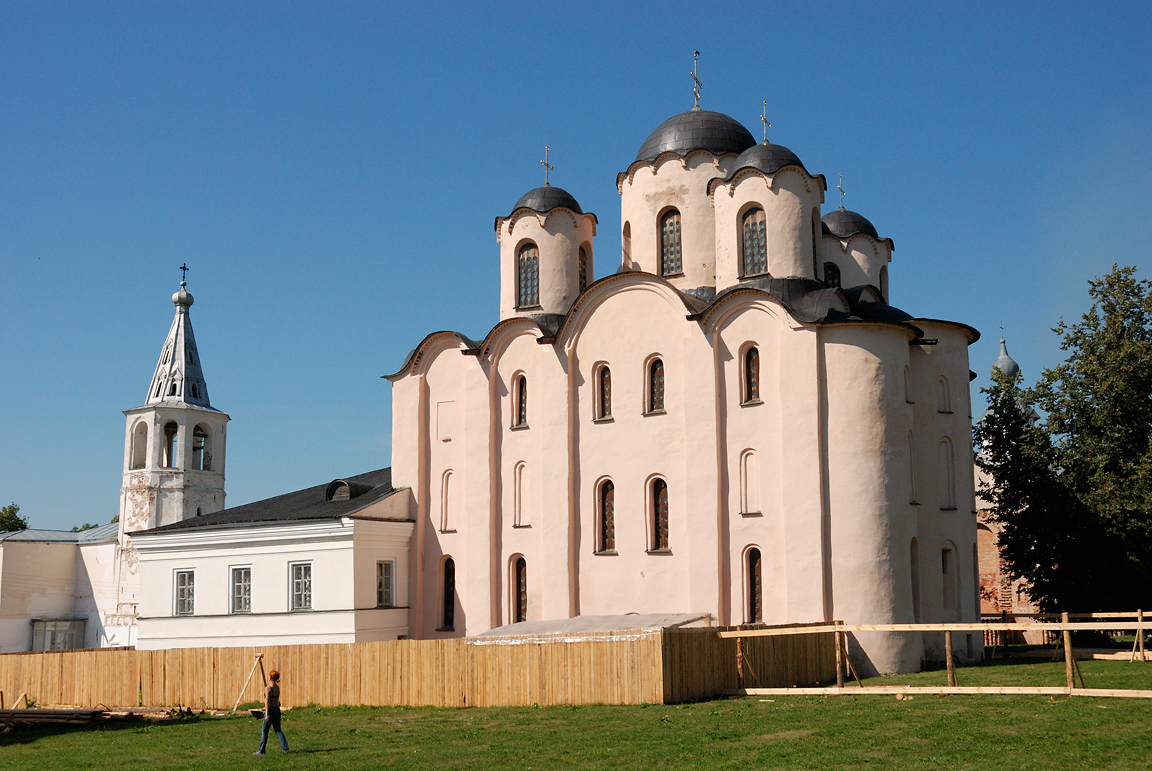
Миколо-Дворищенський собор
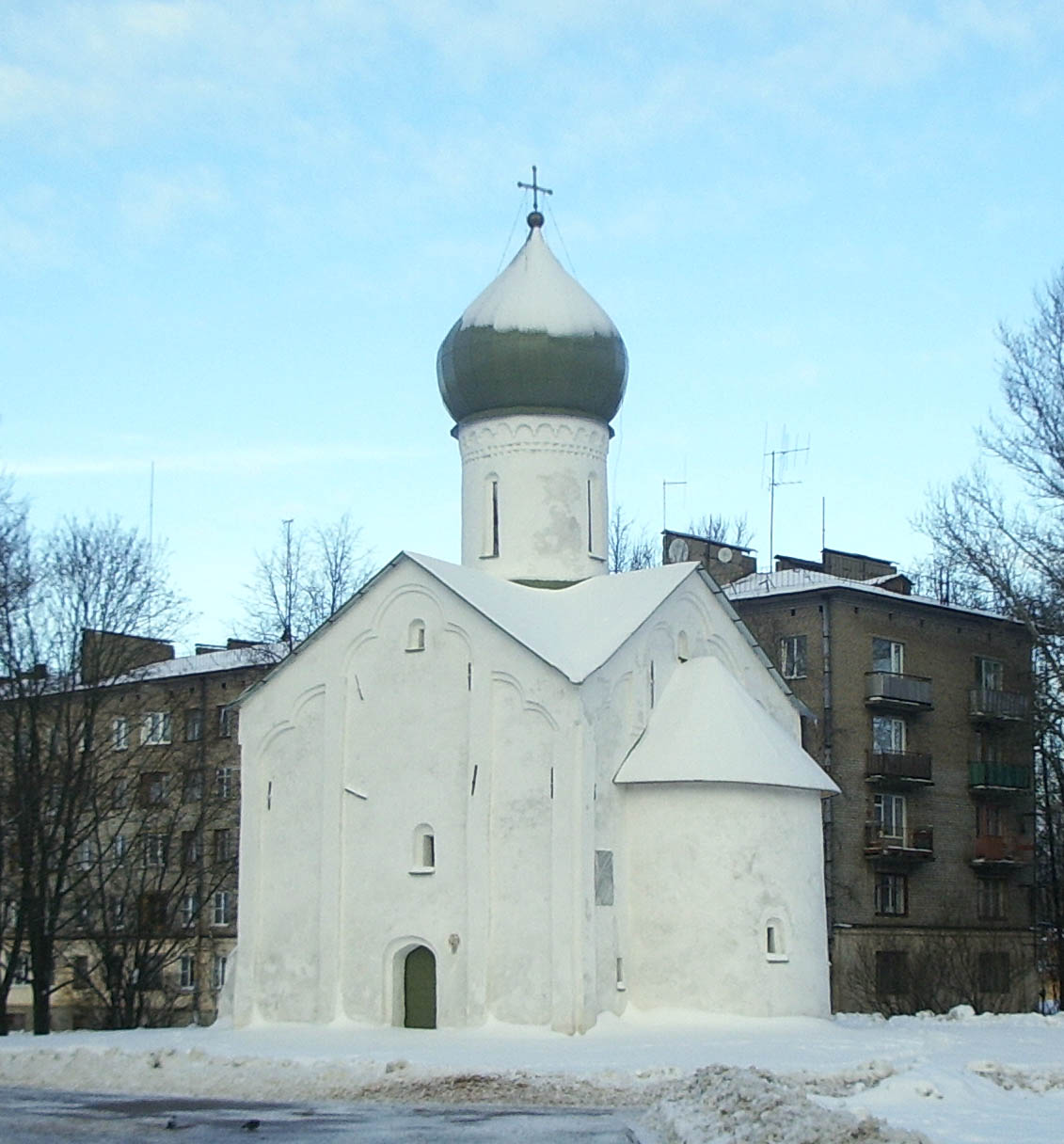
Церква Дванадцяти Апостолів на Пропастєх
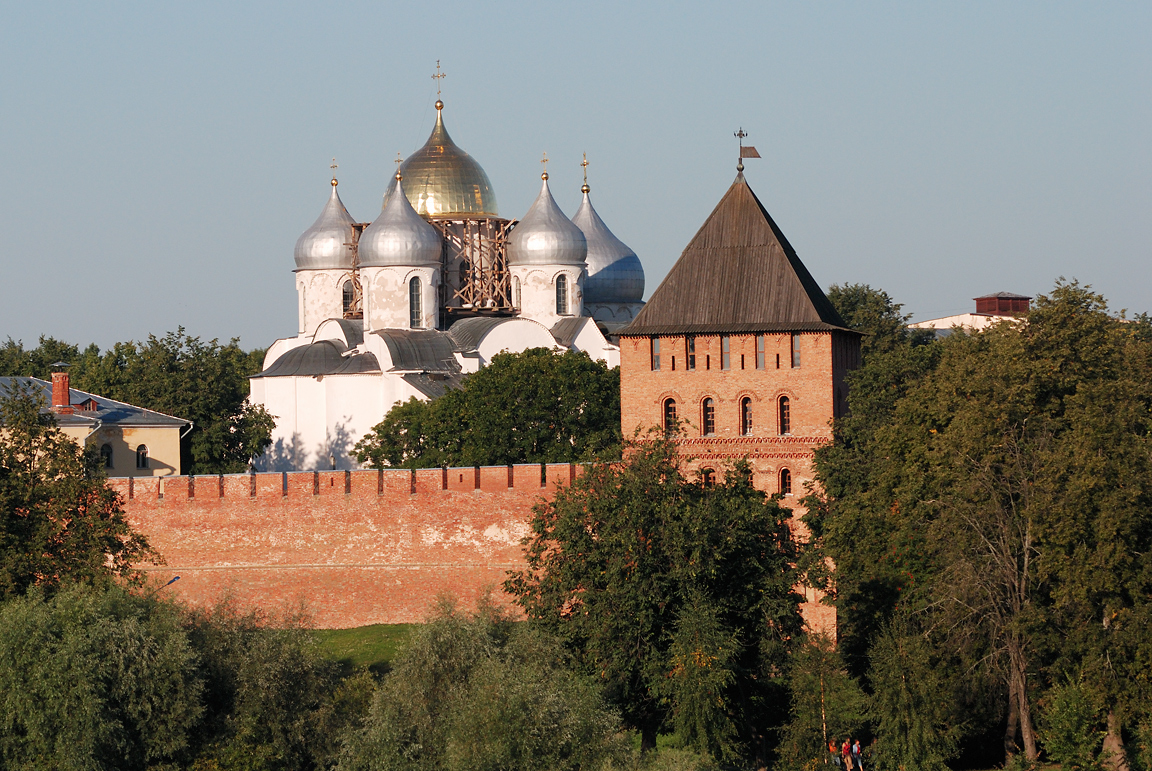
Софійський собор і Володимирська башта дитинця
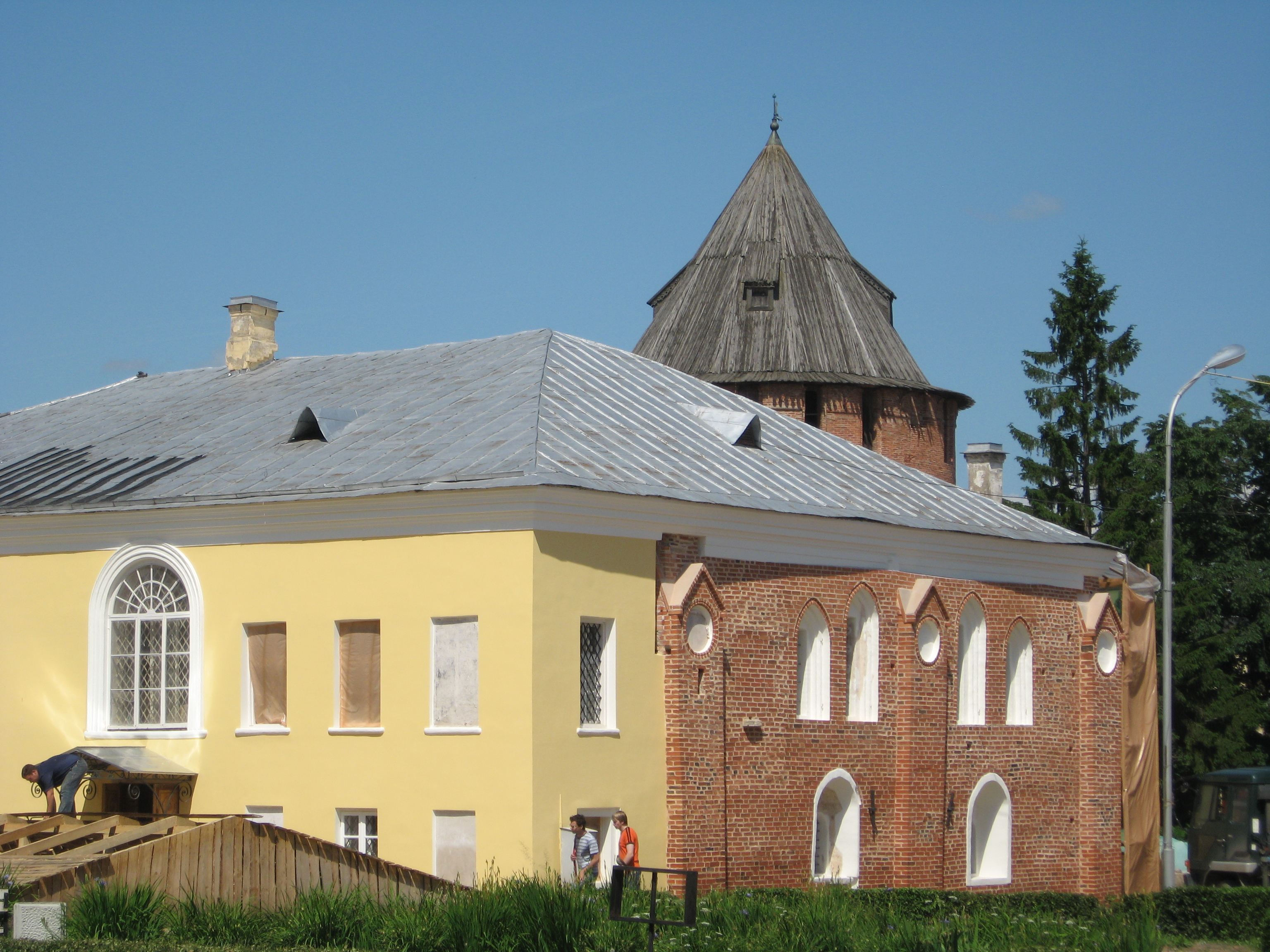
Владична палата (тобто Грановита), фасад.
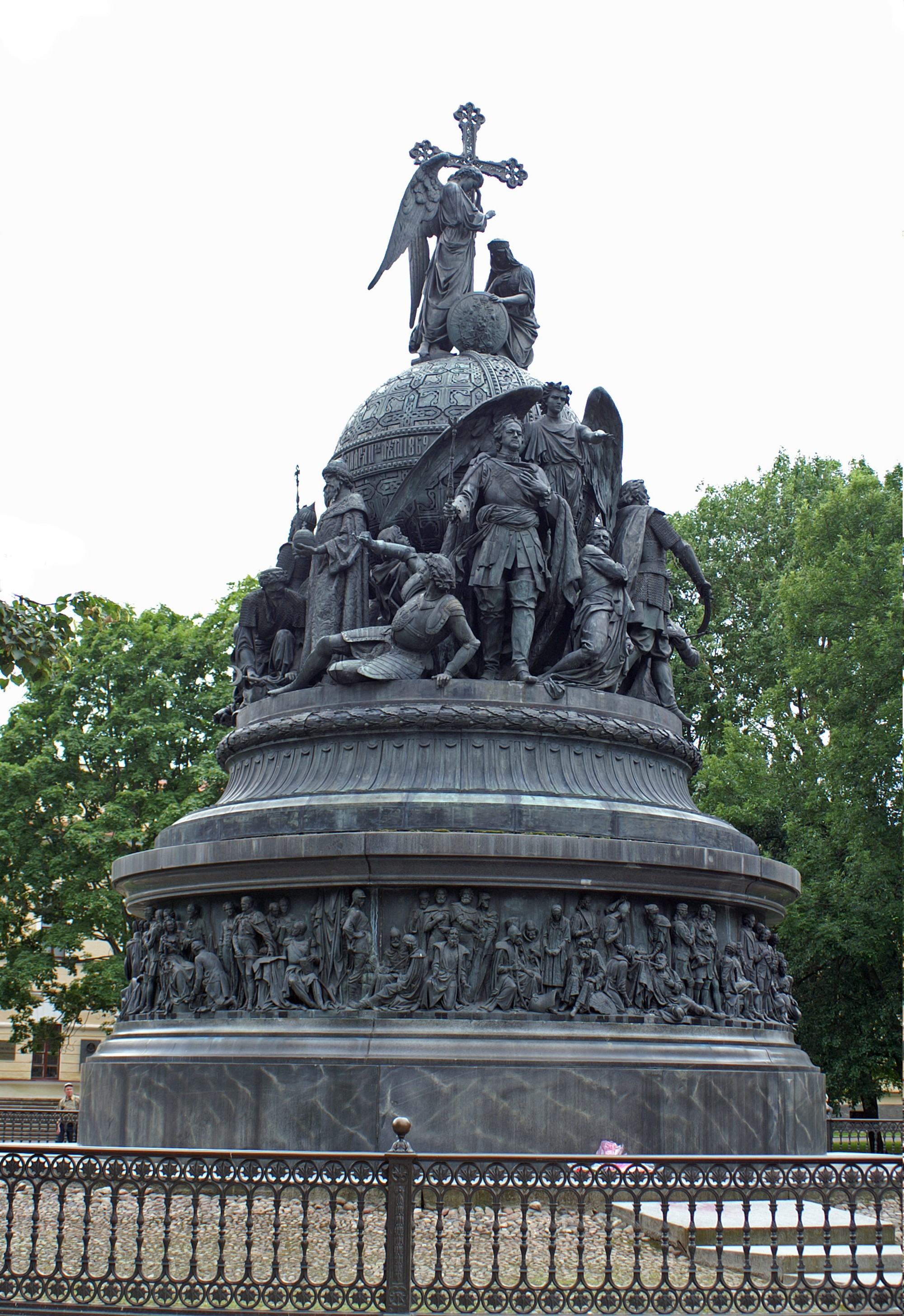
Пам'ятник Тисячоліттю Росії
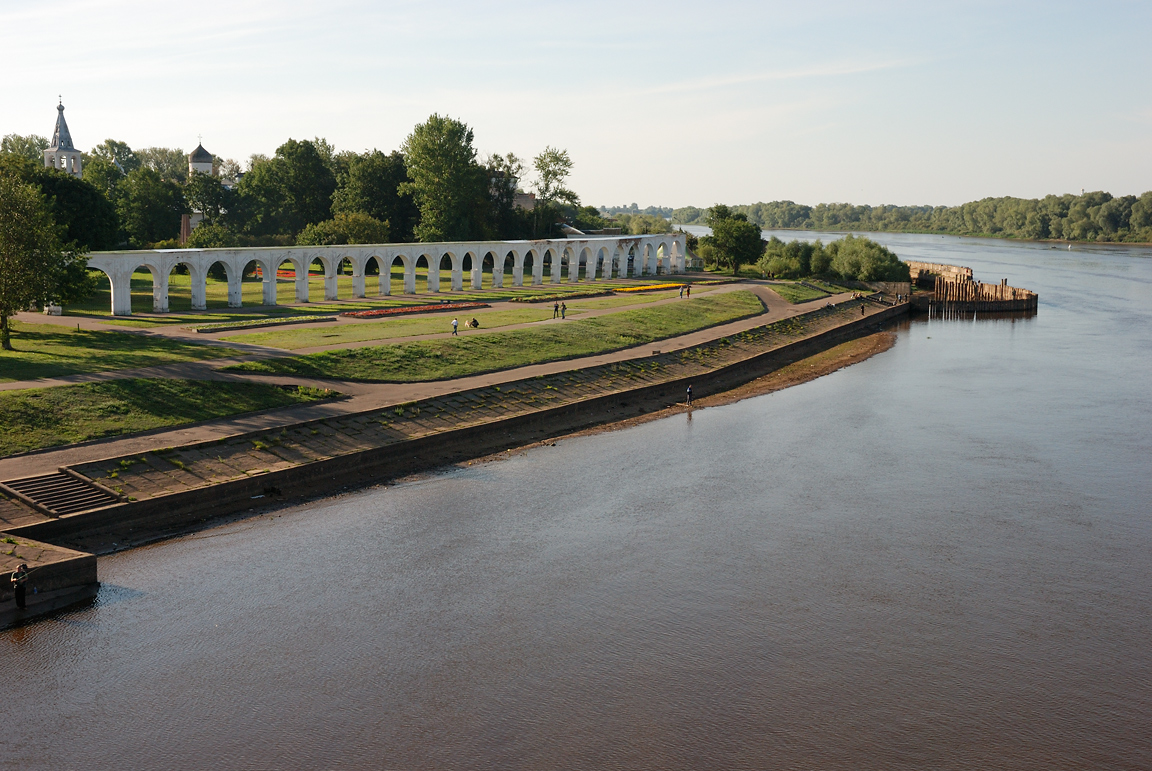
Торг
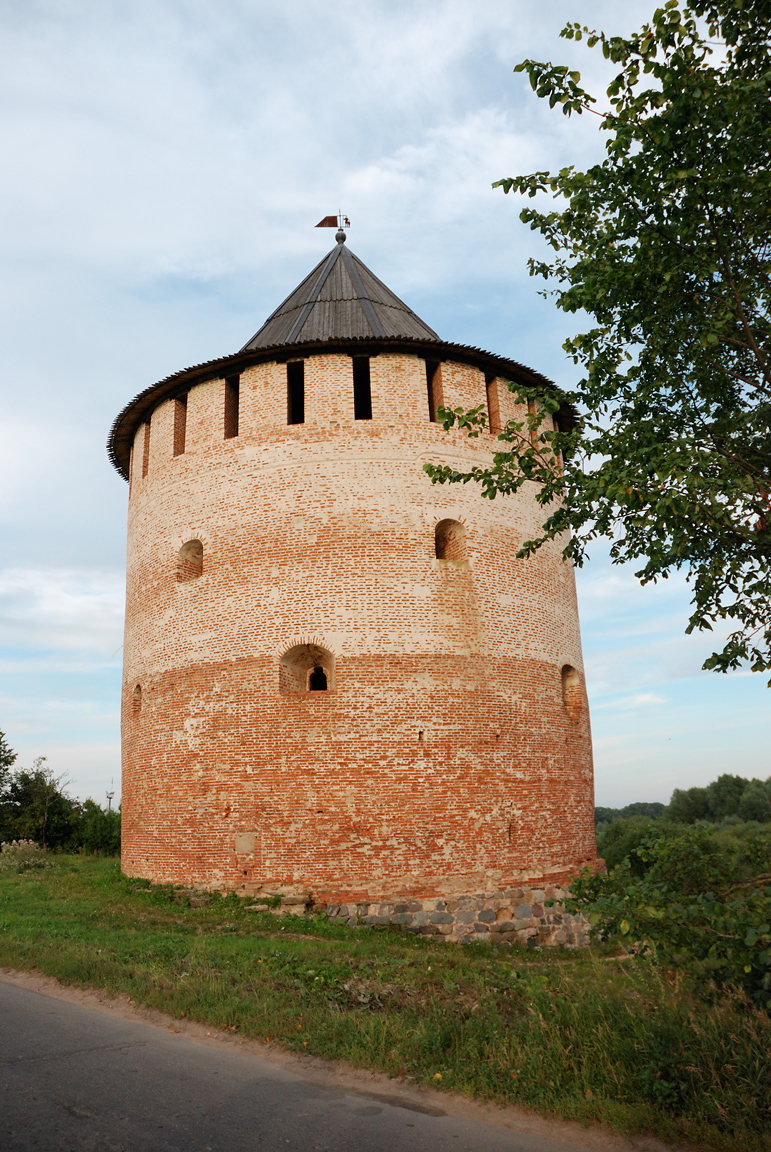
Олексіївська (Біла) башта
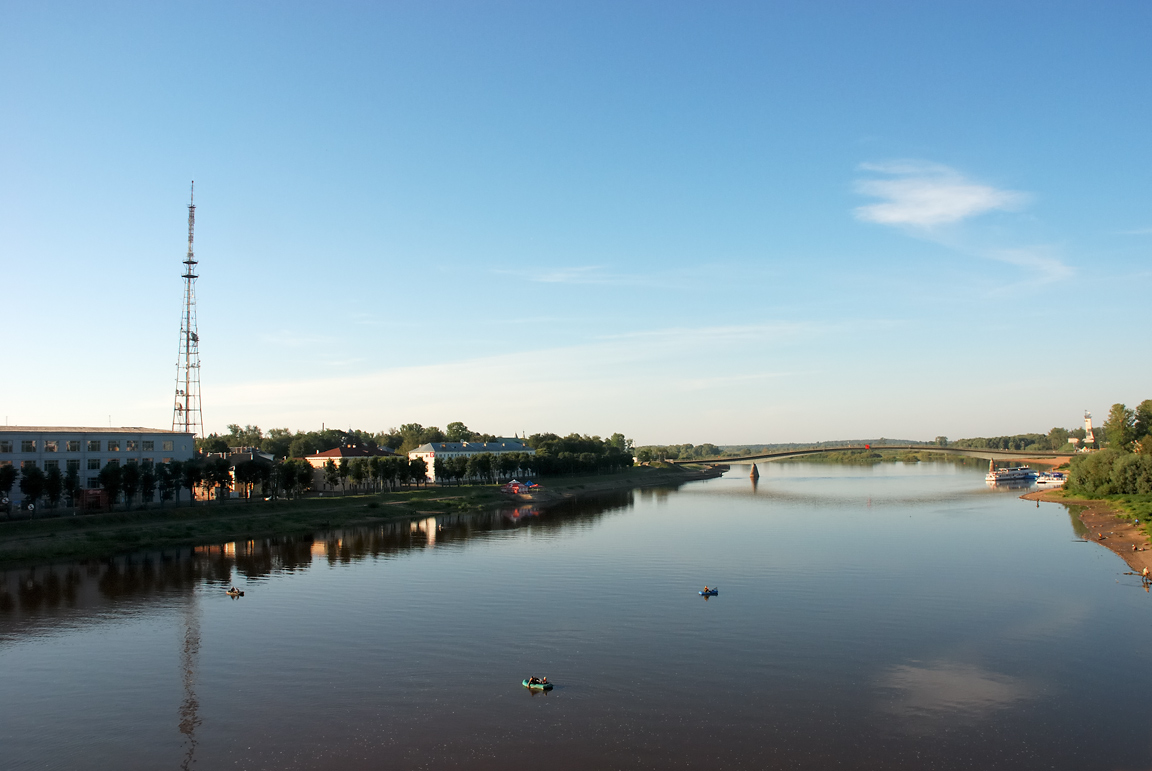
Волхов
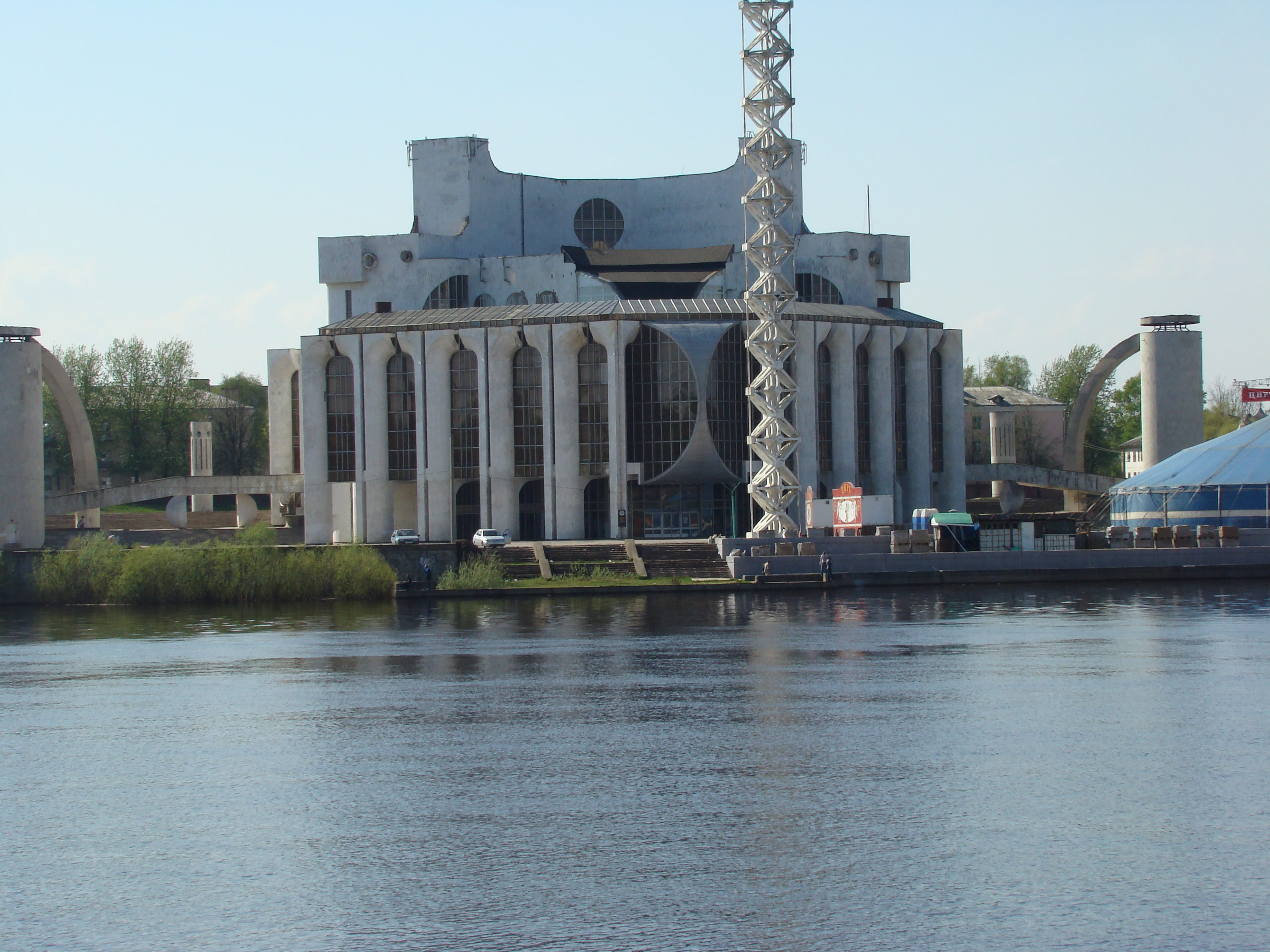
Новгородський академічний театр драми імені Ф.М. Достоєвського
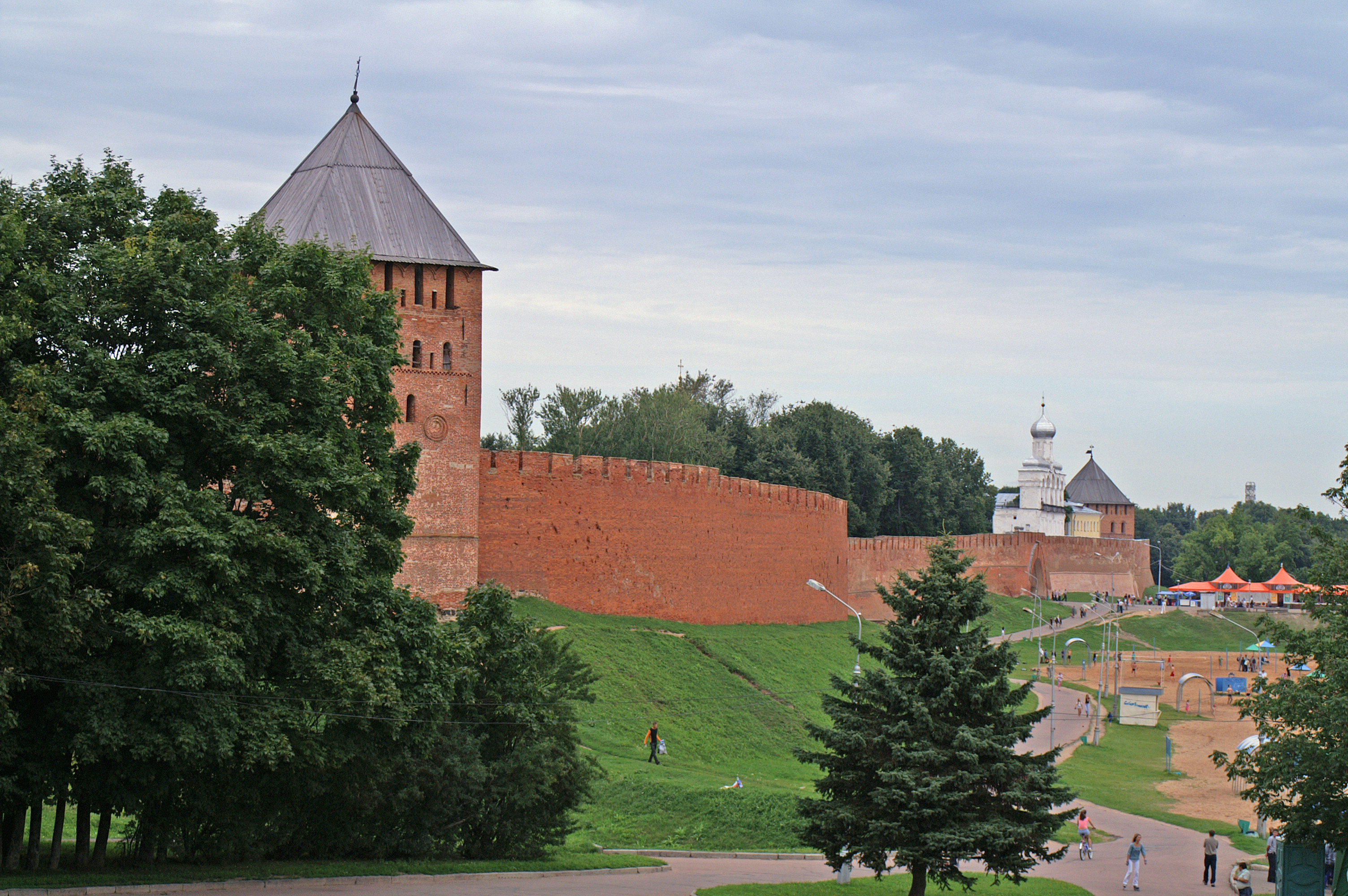
Палацова башта дитинця
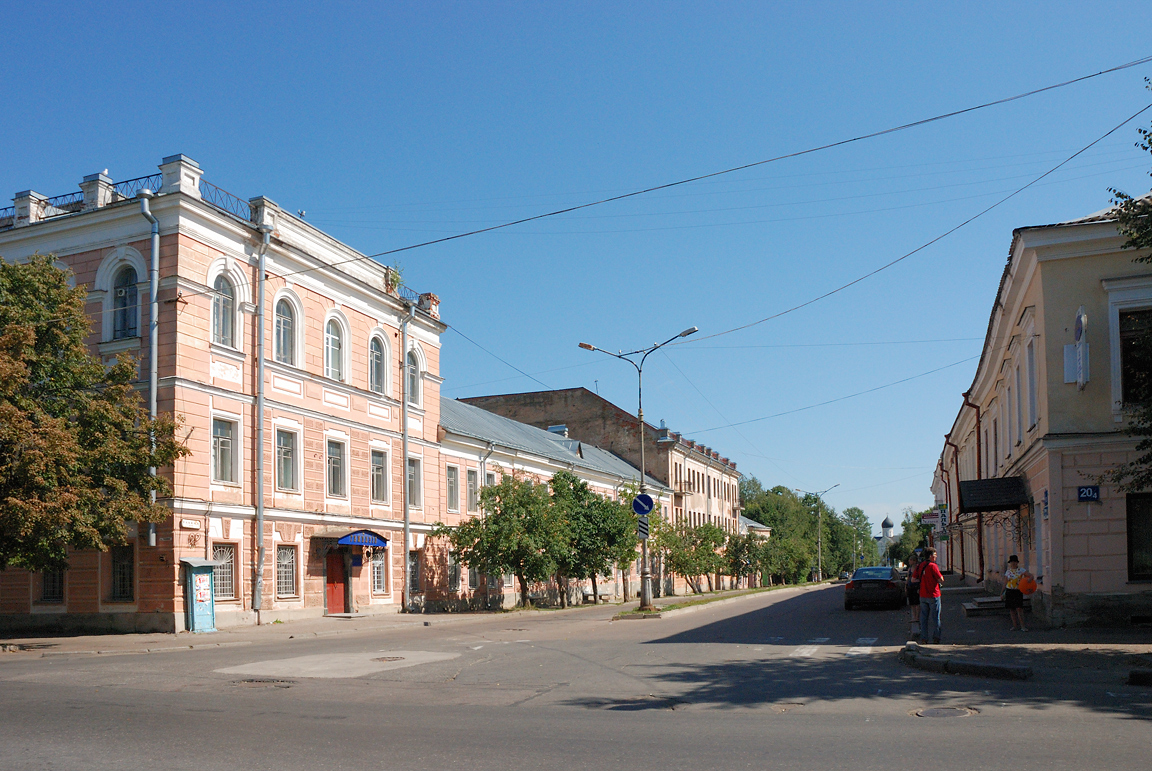
Ільїна вулиця

## Відомі люди, пов'язані з містом
- Володимир Святославич - великий князь київський (979—1015), князь новгородський (970—988). Хреститель Русі.
- Ярослав Мудрий — Ростовський князь (987–1010), Новгородський князь (1010–1034), Великий князь Київський (1016–1018, 1019–1054).
- Олександр Невський — князь новгородський (1236 — 1251), великий князь володимирський з 1252.
- князь Іван Володимирович (Більський) — нащадок Гедиміна
- Архієпископ Євфімій (посідав кафедру в 1429—1458 роках), ініціатор перебудов Владичного двору в цеглі.
- Архієпископ Микита, киянин за походженням.
- Феофан Грек — візантійський іконописець
- Арциховський Артемій Володимирович (1902—1978) — радянський науковець, історик і археолог. Засновник і керівник Новгородської Археологічої експедиції (1932–1962 рр.)
- Олександр Петрович Греков (реставратор) (1909—2000)
- Гурко Йосип Володимирович (1828—1901) — російський генерал-фельдмаршал
- Клеменчук Олексій Петрович (1907—1996) — радянський діяч, міністр харчової промисловості РРФСР
- Кочетов Всеволод Онисимович (1912—1973) — радянський письменник
- Щусєв Олексій Вікторович (1873—1949) — радянський архітектор, автор генерального плану і відбудови повністю знищеного Великого Новгорода в повоєнні роки.
- Янін Валентин Лаврентійович (1929—2020) — академік, історик и археолог.
- Ігор Калінаускас (нар. 1945) — художник, співак, театральний режисер.